# Tadeusz Chmielewski (samorządowiec)
Tadeusz Stefan Chmielewski (ur. 15 lipca 1888, zm. ?) – urzędnik samorządowy i państwowy w II Rzeczypospolitej, m.in. wicewojewoda lwowski.

## Życiorys
Po odzyskaniu przez Polskę niepodległości, w okresie II Rzeczypospolitej, wstąpił do służby samorządowej. Do 1926 był referendarzem w Jaworowie, po czym został mianowany na urząd starosty powiatu bóbreckiego, który pełnił w kolejnych latach. Z tego stanowiska został mianowany 6 maja 1933 starostą powiatu drohobyckiego, po czym w lipcu 1936 został mianowany wicewojewodą województwa lwowskiego. Od marca do września 1939 był wicewojewodą lubelskim.
Miał córkę Marię (zm. w marcu 1939 w wieku 21 lat).

## Ordery i odznaczenia
- Złoty Krzyż Zasługi (31 stycznia 1939)[10]
- Srebrny Krzyż Zasługi (3 marca 1930)[11]
- Order Krzyża Orła III klasy (Estonia, 1935)[12]